# Lijst van rijksmonumenten in Steenbergen (plaats)
De plaats Steenbergen telt 12 inschrijvingen in het rijksmonumentenregister. Hieronder een overzicht.
| Object                                                                   | Oorspronkelijke functie?  | Bouwjaar  | Architect                                   | Locatie           | Coördinaten?                  | Nr.?   | Afbeelding                                                               |
| ------------------------------------------------------------------------ | ------------------------- | --------- | ------------------------------------------- | ----------------- | ----------------------------- | ------ | ------------------------------------------------------------------------ |
| Nederlands Hervormde Kerk; Witte Kerk                                    | Kerk en kerkonderdeel     | 1832      | P. Huijsers (vermoedelijk)                  | Kerkplein 7       | 51° 35' 16" NB, 4° 19' 17" OL | 34517  | Meer afbeeldingen                                                        |
| Sint-Gummaruskerk                                                        | Kerk en kerkonderdeel     | 1900-1902 | Pierre Cuypers, Joseph Cuypers en Jan Stuyt | Westdam 83        | 51° 35' 17" NB, 4° 19' 5" OL  | 34519  | Meer afbeeldingen                                                        |
| Landgoed Dassenberg: landhuis                                            | Kasteel, buitenplaats     | 1894      | C.P. van Genk                               | Halsterseweg 5    | 51° 33' 23" NB, 4° 18' 3" OL  | 519459 | Upload foto                                                              |
| Landgoed Dassenberg: boswachterswoning (annex tramstation)               | Dienstwoning              | 1899      | C.P. van Genk                               | Halsterseweg 5    | 51° 33' 23" NB, 4° 18' 3" OL  | 519460 | Landgoed Dassenberg: boswachterswoning (annex tramstation)               |
| Eenvoudige smederij annex woonhuis in Ambachtelijk-Traditionele bouwstij | Nijverheid                | 1861      |                                             | Welbergsedijk 22  | 51° 34' 42" NB, 4° 20' 20" OL | 519479 | Eenvoudige smederij annex woonhuis in Ambachtelijk-Traditionele bouwstij |
| Terrein met daarin de restanten van het Slot Padmos                      | Archeologisch monument    |           |                                             |                   | 51° 33' 54" NB, 4° 20' 23" OL | 524992 | Upload foto                                                              |
| Landgoed Dassenberg: neogotische kapel                                   | Bijgebouwen kastelen enz. | 1894      | C.P. van Genk                               | Halsterseweg 5    | 51° 33' 23" NB, 4° 18' 3" OL  | 525744 | Landgoed Dassenberg: neogotische kapel                                   |
| Landgoed Dassenberg: koetshuis                                           | Dienstwoning              | 1895      | C.P. van Genk                               | Halsterseweg 5    | 51° 33' 23" NB, 4° 18' 3" OL  | 525749 | Upload foto                                                              |
| Complex Afgeslechtedijk: woning                                          | Woonhuis                  | 1923      |                                             | Afgeslechtedijk 8 | 51° 35' 19" NB, 4° 20' 1" OL  | 519474 | Complex Afgeslechtedijk: woning                                          |
| Complex Afgeslechtedijk: melkkamer                                       | Boerderij                 | 1917      |                                             | Afgeslechtedijk 8 | 51° 35' 19" NB, 4° 20' 1" OL  | 519475 | Upload foto                                                              |
| Complex Afgeslechtedijk: schuur                                          | Onderdeel woningen e.d.   | 1923      |                                             | Afgeslechtedijk 8 | 51° 35' 19" NB, 4° 20' 1" OL  | 525751 | Complex Afgeslechtedijk: schuur                                          |
| Complex Afgeslechtedijk: varkensstal                                     | Boerderij                 | 1923      |                                             | Afgeslechtedijk 8 | 51° 35' 19" NB, 4° 20' 1" OL  | 525758 | Upload foto                                                              |